# Qalaqayın
Qalaqayın (también, Galagain y Kalagayny) es una aldea y el municipio más poblado, a excepción de la capital Sabirabad, en el Rayón Sabirabad de Azerbaiyán. Tiene una población de 7,489.